# Colletes
Colletes Latreille, 1802 è un genere di insetti imenotteri apoidei. È il genere tipo della famiglia Colletidae.

## Descrizione

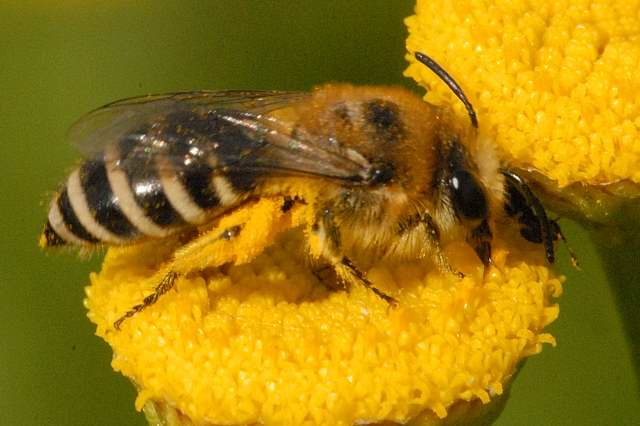
Colletes daviesanus

Sono apoidei a ligula corta, di dimensioni medio-piccole (lunghezza 5–15 mm), che presentano una fitta peluria che ricopre il corpo, di colore dorato chiaro o bianco.

## Distribuzione e habitat
Il genere ha un areale olartico; assieme al genere Hylaeus è l'unico altro genere della famiglia Colletidae presente in Europa.

## Biologia

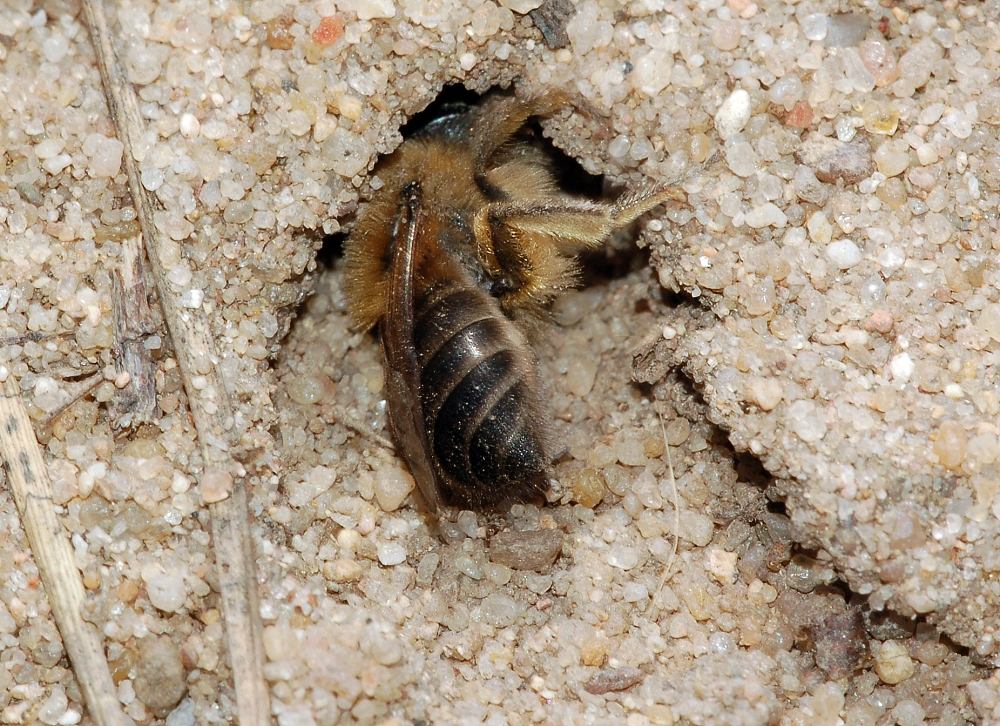
Colletes sp. che scava il nido nella sabbia.

Sono api solitarie che scavano il loro nido nella sabbia. Le singole celle vengono impermeabilizzate grazie all'applicazione di una secrezione che, seccando, assume una consistenza membranosa. Spesso mostrano comportamenti comunitari, con più femmine che costruiscono i nidi l'uno vicino all'altro, occupandosi però ciascuna della propria prole.

## Ecologia
Gli insetti del genere Colletes sono frequentemente chiamati in causa quali insetti impollinatori di orchidee del genere Ophrys. Tale relazione è legata ad una somiglianza chimica tra le secrezioni cefaliche di questi insetti e alcune sostanze volatili prodotte dalle specie del genere Ophrys.

## Tassonomia
Comprende oltre 400 specie:

In Europa sono presenti le seguenti specie:
- Colletes abeillei
- Colletes acutiformis
- Colletes acutus
- Colletes albomaculatus
- Colletes anchusae
- Colletes brevigena
- Colletes canescens
- Colletes carinatus
- Colletes cariniger
- Colletes caskanus
- Colletes caspicus
- Colletes collaris
- Colletes creticus
- Colletes cunicularius
- Colletes cyprius
- Colletes daviesanus
- Colletes dimidiatus
- Colletes dinizi
- Colletes dusmeti
- Colletes eous
- Colletes escalerai
- Colletes floralis
- Colletes fodiens
- Colletes foveolaris
- Colletes gallicus
- Colletes graeffei
- Colletes halophilus
- Colletes hederae
- Colletes hethiticus
- Colletes hylaeiformis
- Colletes ibericus
- Colletes impunctatus
- Colletes inexpectatus
- Colletes lebedewi
- Colletes ligatus
- Colletes maidli
- Colletes marginatus
- Colletes merceti
- Colletes meyeri
- Colletes mlokossewiczi
- Colletes moricei
- Colletes nadigi
- Colletes nasutus
- Colletes nigricans
- Colletes noskiewiczi
- Colletes pallescens
- Colletes pulchellus
- Colletes punctatus
- Colletes schmidi
- Colletes senilis
- Colletes sierrensis
- Colletes similis
- Colletes standfussi
- Colletes succinctus
- Colletes tardus
- Colletes tuberculatus
- Colletes tuberculiger
- Colletes wolfi